# Ponction lombaire

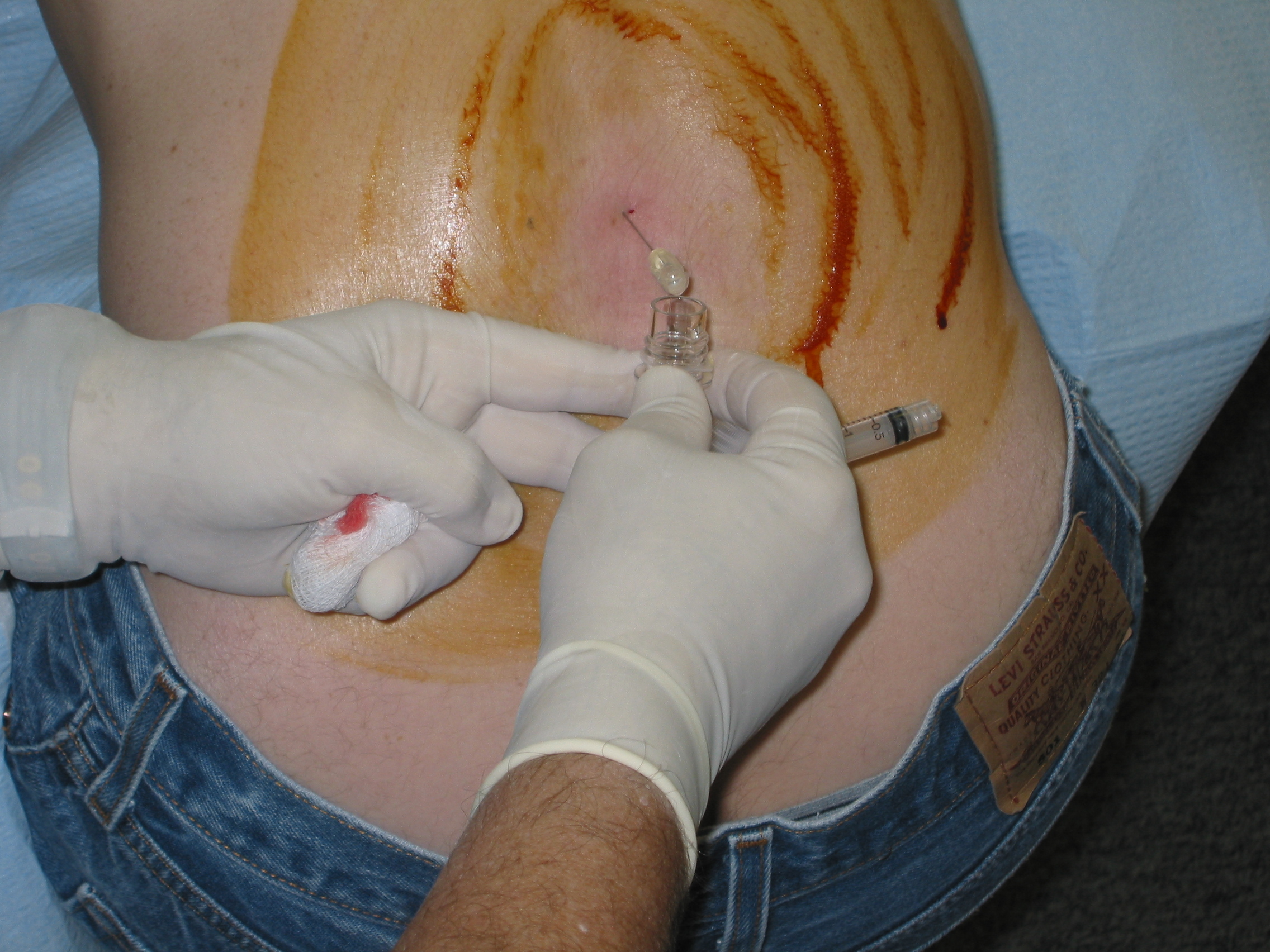
Un patient bénéficie d'une ponction lombaire des mains d'un neurologue. Le dos est recouvert d'un désinfectant, la povidone iodée.

La ponction lombaire (rachicentèse) est un examen médical invasif consistant à recueillir du liquide cérébrospinal, ou liquide céphalorachidien (LCR), dans la cavité subarachnoïdienne par une ponction dans le dos, entre deux vertèbres lombaires.
Elle peut être réalisée sous anesthésie locale, au moyen d'une fine aiguille.
C'est un examen d'un grand apport diagnostique, mais qui n'est pas sans effets secondaires ni complications potentielles. Ainsi, l'indication doit toujours être soigneusement posée. Chez l'adulte, elle a généralement lieu entre la troisième et la quatrième ou entre la quatrième et la cinquième vertèbre lombaire.

## Apport diagnostique
La ponction lombaire est pratiquée essentiellement pour analyser le liquide cérébrospinal pour y déceler les traces d'une infection ou d'une maladie. Elle est utile au diagnostic de la méningite ou de l'hémorragie intracrânienne ou d’autres infections du système nerveux comme les méningo-encéphalites ou les abcès cérébraux ou encore les myélites. Dans le cadre du diagnostic d'une maladie d'Alzheimer, la ponction lombaire permet de rechercher des marqueurs spécifiques de la maladie (protéines tau,  tau phosphorylées, peptide béta-amyloïde).
Elle permet de mesurer la pression du liquide cérébrospinal, d'injecter des anesthésiques locaux (rachianesthésie, différente de l'anesthésie péridurale) ou des médicaments antalgiques comme les morphiniques. Exceptionnellement, elle est utilisée pour injecter un produit radio-opaque, ou produit de contraste, (apparaissent blanc sur une radiographie) dans l'espace sous-arachnoïdien pour réaliser une myélographie.
Dans le cadre de certains cancers (notamment les lymphomes), la ponction lombaire permet de s'assurer que le système nerveux central n'est pas touché par le cancer : en analysant le liquide prélevé, et en injectant une petite quantité de produit de chimiothérapie à titre préventif. En effet, la barrière formée par les méninges bloque la plupart des produits de chimiothérapie.
L'injection d'antibiotiques dans le liquide céphalorachidien est devenue rare.

## Indications
Une ponction lombaire est effectuée en cas de suspicion d'atteinte méningée, qu'elle soit infectieuse, telle que la méningite (inflammation des méninges c’est-à-dire inflammation des cavités enveloppant le système nerveux central), méningo-encéphalite, abcès (accumulation de pus après nécrose), myélite (inflammation aiguë de la moelle épinière), ou inflammatoire (par exemple lors d'une sclérose en plaques). Elle n'est plus guère utilisée à titre diagnostique pour une hémorragie méningée, le scanner étant alors l'examen de référence.
Ce geste médical est également utilisé pour l’injection de médicaments : antibiotiques, antalgiques, chimiothérapie, anesthésique.

## Contre-indications
L'hypertension intracrânienne avec évidence d'une lésion expansive du cerveau (abcès, tumeur, hémorragie…) qui pourra dans certains cas être dépistée par un examen du fond d'œil, en est une contre-indication. La ponction lombaire peut alors précipiter un engagement cérébral : hernie des amygdales cérébelleuses, entraînant une compression du tronc cérébral, et pouvant provoquer le décès. C'est la différence de pression provoquée par le retrait du LCR qui est à l'origine de l'engagement bulbaire. Le scanner crânien et l'IRM permettent également de détecter certaines situations à risque.
Les infections cutanées dans la zone de ponction constituent une contre-indication évidente, de même si on suspecte une infection vertébrale (mal de Pott ou autre). Elle est évitée chez les enfants de moins de un an avec un état de septicémie non traité.
Les troubles importants de la coagulation (thrombopénie par exemple) font comporter un risque hémorragique et peuvent interdire le geste dans certains cas.
Une déviation de la colonne vertébrale, peut rendre le geste difficile ou impossible. Elles seront dépistées par une radiographie de la colonne.

## Procédure
La ponction lombaire ne peut être réalisée que par un médecin et se fait dans des conditions d'asepsie strictes. Pour limiter les nausées, le patient sera, si possible, à jeun trois heures avant la ponction. De plus, une anesthésie locale peut être réalisée pour diminuer la douleur. Elle peut être faite soit par une injection sous-cutanée d'un produit anesthésiant dans la zone de ponction, soit par l'application d'une pommade anesthésiante sur cette même zone.
Le patient est installé assis (ou parfois allongé sur le côté), le dos le plus rond possible afin de bien dégager le massif rachidien. Le lieu de ponction est alors repéré : il doit se situer entre la 4e et la 5e, ou entre la 3e et la 4e vertèbre lombaire (qui correspondent à deux espaces intervertébraux où on ne risque pas de toucher la moelle épinière, dont le cône terminal est situé plus haut). Une antisepsie soigneuse de la zone repérée est faite à l'aide d'un badigeon de produits désinfectants.

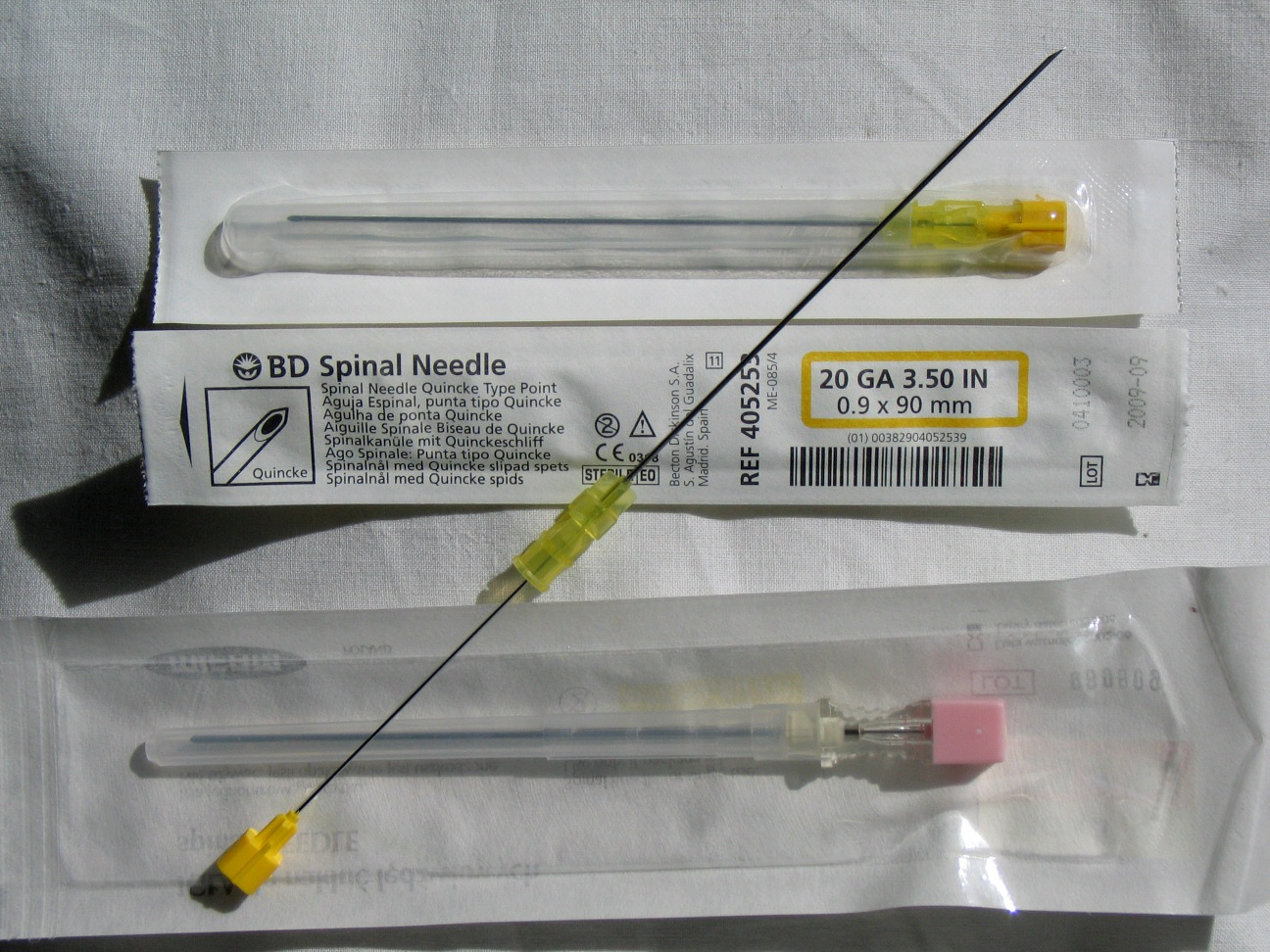
Type d'aiguille utilisée.

Le médecin est équipé de gants stériles. Avant d'enfoncer une aiguille spécifique (longue, fine, creuse, et équipée d'un stylet (ou mandrin) amovible qui obstrue la lumière de l'aiguille et évite qu'elle soit obturée par du tissu qui y ait pénétré), sur la ligne médiane, presque à la perpendiculaire de la peau, jusqu'à avoir traversé la dure-mère (sensation de résistance à la pénétration de l'aiguille) et être ainsi au contact du LCR. La bonne position de l'aiguille est vérifiée en retirant le stylet, qui doit normalement faire goutter le LCR à l'extrémité de l'aiguille. Lorsque la position est bonne, le stylet est totalement retiré, et le LCR recueilli dans des tubes spécifiques (autant de tubes que d'examens demandés). On réalise toujours plusieurs prélèvements car le premier peut être faussé par la présence de sang dans l'aiguille. L'aspect du LCR est analysé (normalement le liquide est transparent et incolore (dit en « eau-de-roche »). Le liquide doit s'écouler naturellement et ne jamais être aspiré (risque d'hémorragie). Le prélèvement doit être le plus minimal possible (quelques gouttes par tube) afin de minimiser les effets secondaires (en dehors des ponctions déplétives effectuées dans l'hydrocéphalie chronique). Éventuellement, la pression d'ouverture et de fermeture du liquide cérébrospinal peut ensuite être mesurée en adaptant une colonne spécifique à l'aiguille. Cette dernière est ensuite retirée après avoir remis en place le stylet (ce qui diminuerait significativement les maux de tête après ponction). Un pansement est alors  mis en place.
Après la ponction, il a longtemps été conseillé au patient de rester allongé sur le dos pendant environ 6 heures mais l'effet sur la survenue d'un syndrome post-ponction n'a jamais été établi rendant cette mesure obsolète. Les déterminants les plus importants dans la survenue de syndrome post-ponction sont l'utilisation d'aiguille atraumatique et l'entrainement du praticien. Il devra rester sous stricte surveillance infirmière et médicale. L'intérêt de cet alitement est cependant probablement limité. Un massage appuyé du point de ponction pendant une minute pourrait diminuer les céphalées post ponction. En effet, ce chevauchement des différents plans sur le trajet de l'aiguille de ponction diminue les fuites de liquide.
La ponction peut être aidée par le contrôle du positionnement de l'aiguille par échographie, ce qui réduit le nombre d'échecs et le nombre de tentatives.
Certaines aiguilles, dites « atraumatiques » comportent une pointe plus mousse et une lumière située latéralement en non plus à l'extrémité, permettant d'écarter les fibres sans les sectionner. Elles permettent de diminuer significativement le risque de céphalées après ponction.

## Effets indésirables
L'effet indésirable le plus courant est le mal de tête. Parfois, le patient peut être victime d'un syndrome post-ponction lombaire, avec des céphalées gênantes en position debout, cessant toujours en position allongée. Ces symptômes s'amendent spontanément en quelques jours, mais en cas de maux de têtes très invalidants, un « blood patch » peut être réalisé (injection du propre sang du patient au niveau du point de ponction lombaire, permettant la cicatrisation de la brèche méningée).
Le patient peut aussi connaître « un effet de surdité » lors des changements rapides de position de la tête, avec l'impression qu'un liquide obstrue le tympan. Une douleur dans le bas du dos, à l'endroit où l'aiguille à ponction a été introduite, peut aussi être ressentie. Cet inconfort est minime et ne dure, normalement, pas plus de deux jours.
Parmi les autres risques et effets indésirables possibles, mentionnons les saignements dans le canal rachidien (hématome épidural), les lésions de certaines racines nerveuses, les infections (exceptionnelles) et les réactions (allergiques) à l'anesthésique. Cependant, ces derniers effets sont extrêmement rares.

## Résultats
Généralement, les quelques millilitres de liquide cérébrospinal sont envoyés en urgence au laboratoire pour être analysés au microscope. Il faut parfois plus d’un jour avant d’obtenir les résultats définitifs, mais les principaux résultats sont connus dans les heures qui suivent.
Pour cela, le liquide est mis en culture, le temps pour le germe de pousser et d'être identifié. Ce n’est qu’après que le bon antibiotique pourra être choisi, si la méningite est due à une bactérie.
L’analyse du LCR comporte plusieurs aspects :
- analyse cytologique : examen visuel permettant la recherche de cellules, en particulier les globules blancs ;
- analyse chimique : dosage du glucose, des protéines, des ions chlorure ;
- analyse bactériologique : mise en culture pour identifier un éventuel germe en cause et réaliser un antibiogramme pour savoir quels antibiotiques seront efficaces sur ce germe.

En cas de résultat normal, le LCR est d'aspect clair, la composition des analyses est alors la suivante :
- 0 - 2 cellules/mm3 ;
- protéines : 0,20 - 0,40 g/l ;
- glucose : 50 % de la glycémie (taux de glucose dans le sang) ;
- examen direct bactériologique négatif et culture négative.

Par conséquent, si le liquide est clair, les signes cliniques non alarmants, il est possible que cette méningite soit d’origine virale, alors bénigne sur laquelle un traitement antibiotique n’aurait aucun effet.
Lors d'une méningite le résultat de la ponction lombaire est anormal, avec :
- un liquide est clair avec 5 à 300 lymphocytes et une culture bactérienne négative : il peut alors s’agir d’une méningite virale ;
- un liquide est clair avec 100-200 lymphocytes, et l’identification de bacilles tuberculeux : il peut alors s’agir d’une méningite à bacille de Koch ;
- un liquide est trouble et purulent, avec plus de 200 leucocytes neutrophiles, et la présence de méningocoques ou pneumocoques, ou Haemophilus : il s’agit alors d’une méningite bactérienne.

## La ponction lombaire chez l’enfant
En plus des indications infectieuses, la ponction lombaire est utilisée en cas de convulsion, et est systématique chez tout nouveau-né qui va mal.
Il existe différentes façons de rendre plus supportable cet examen aux tout-petits : présence des deux ou d'un parent aux côtés du bébé, utilisation impérative d'une crème anesthésique, utilisation d'une sucette de glucose.
Le geste et son pourquoi sont expliqués au bébé. Il est aussi primordial après de reconnaître l'épreuve qu'il vient de traverser et  qu'il puisse exprimer par des pleurs ou agitation sa colère, sa souffrance, sa détresse.
Le comportement du bébé peut changer de façon plus ou moins transitoire après un examen médical douloureux telle qu'une ponction lombaire : il peut devenir affolé d'un rien, s'accrocher désespérément à sa mère, à son père, être paniqué des moindres séparations (même celles qui ne posaient pas de problème avant), avoir des troubles du sommeil, hurler dès qu'on lui touche le dos ou qu'on l'immobilise pour l'habiller ou lui changer sa couche et cette liste est non exhaustive.

## Divers
En France, cet acte est intégralement pris en charge par la Sécurité sociale et les mutuelles.